# Водосвинки
Водосви́нки (лат. Hydrochoerus, от др.-греч. ὑδρο- +χοῖρος «водосвинья») — род полуводных травоядных грызунов из семейства свинковых (Caviidae), широко распространённый в Южной Америке, а также в Панаме. К нему относится капибара — самый крупный вид среди современных грызунов — который долгое время считался единственным представителем рода из ныне живущих, пока в 1991 году карликовую разновидность — малую водосвинку, описанную ещё в 1912 году, — не выделили в отдельный вид.

## Систематика
Наиболее близким к водосвинкам является род моко (Kerodon), с которыми их объединяют в подсемейство Hydrochoerinae.
В род в настоящее время включают 5 вида, из которых 3 вымершие:
- Hydrochoerus hydrochaeris Linnaeus, 1766 — Капибараtypus
- Hydrochoerus isthmius Goldman, 1912 — Малая водосвинка[источник не указан 2936 дней] (восточная Панама, северо-западная Колумбия и западная Венесуэла)
- † Hydrochoerus ballesterensis Rusconi, 1954 — обнаружен в плиоценовых отложениях Аргентины (Villa Ballester)[3]
- † Hydrochoerus gaylordi MacPhee, Singer & Diamond, 2000 — эндемичный для Гренады вид, обнаруженный в плиоценовых отложениях острова[4]
- † Hydrochoerus hesperotiganites White et al., 2022 — позднеплейстоценовая капибара, эндемик Северной Америки (округ Сан-Диего, Калифорния)[5]